# Phrynocephalus mystaceus
Phrynocephalus mystaceus là một loài thằn lằn trong họ Agamidae. Loài này được Pallas mô tả khoa học đầu tiên năm 1776.

## Hình ảnh

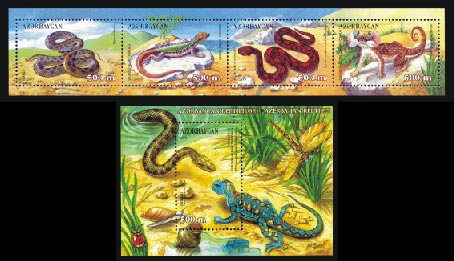
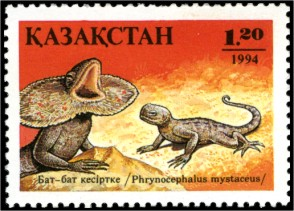